# Herbert Süß (Jurist)

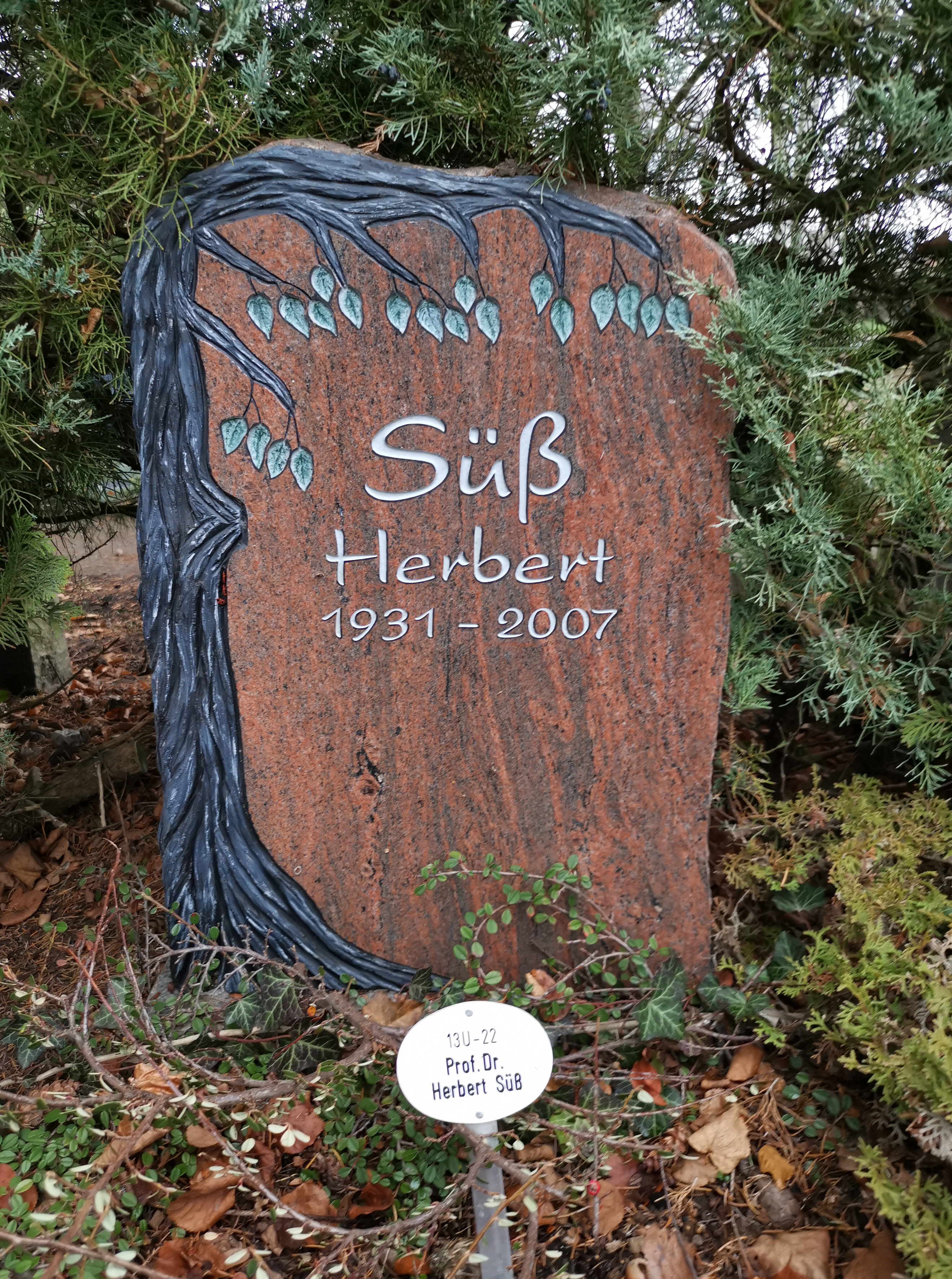
Grab auf dem Friedhof Pankow VII in Berlin-Wilhelmsruh

Herbert Süß (* 23. Oktober 1931 in Neudek, CSR; † 2007 war ab 1964 Leiter der Hauptabteilung Rechts- und Vertragswesen des Ministeriums für Auswärtige Angelegenheiten (MfAA) sowie Diplomat der DDR und 1990 – in der demokratisch gewählten DDR-Regierung – Leiter der Rechtsabteilung im MfAA.

## Leben
In seiner Geburtsstadt im böhmischen Teil des Erzgebirges wuchs er als Sohn des Zimmermanns Anton Süß und dessen Ehefrau Paula, geborene Winter, bis zu seinem 14. Lebensjahr auf. Anfang der 1930er Jahre lebten in dieser Stadt laut einer Volkszählung 9042 Einwohner, davon 8575 Deutsche und 269 Tschechen. Er besuchte vom sechsten bis zum achten Lebensjahr zunächst die tschechische Schule und nach dem Münchner Abkommen 1938 die deutsche Volks- und Mittelschule in Neudek (Egerland). Nach Kriegsende verdiente er sich vorübergehend den Lebensunterhalt als Landarbeiter, bis er 1946 in Thüringen zur Oberschule Gera gehen konnte und dort 1950 die Reifeprüfung erlangte.

### Jurastudium in Leipzig
Nach dem Abitur studierte er an der Universität Leipzig Rechtswissenschaft und bestand das juristische Staatsexamen. Im Jahre 1954 wurde er als Assistent am Institut für Völkerrecht der Leipziger Universität angestellt. Von dort aus wurde er zur Teilnahme an einem Aspirantenlehrgang der Akademie für Staats- und Rechtswissenschaft der DDR (DASR) nach Potsdam-Babelsberg delegiert. Im Verlauf seiner weiteren beruflichen Entwicklung wurde er als Gutachter aus der Praxis für völkerrechtliche Doktorarbeiten an der Leipziger Juristenfakultät hinzugezogen, z. B. 1964 bei der Habilitationsarbeit von Rudolf Arzinger (1922–1970).

### Lehre- und Forschung an der Akademie in Potsdam-Babelsberg
Ab September 1959 wirkte er als Oberassistent am Institut für Völkerrecht in Lehre und Forschung. Er promovierte 1961 mit einer völkerrechtlichen Arbeit über „Die Prinzipien der kollektiven Sicherheit und die Außenpolitik der Deutschen Demokratischen Republik.“ In seiner Doktorarbeit stützte er sich u. a. auf den sowjetisch-russischen Völkerrechtler Marklen Iwanowitsch Lasarew.
Zeitweilig war er an der DASR Dozent und wurde später nebenberuflich als Honorarprofessor mit dem ihm verliehenen Titel „Professor“ tätig.

### Tätigkeiten im Außenministeriums der DDR

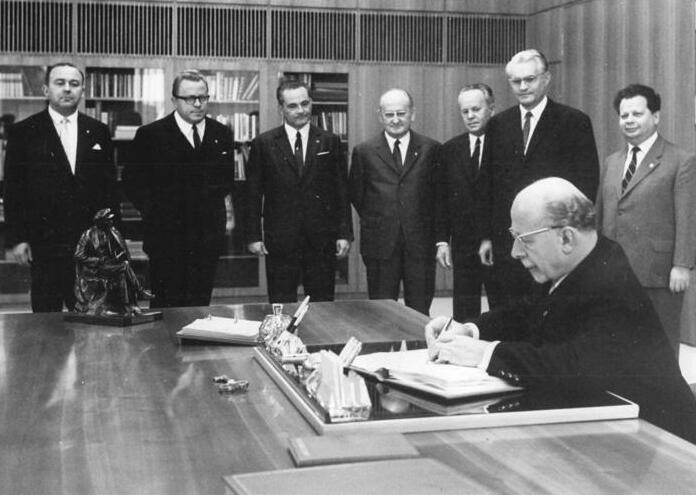
Herbert Süss (1. v. l.) und andere DDR-Persönlichkeiten am 29. September 1969 bei der Unterzeichnung einer Ratifizierungsurkunde durch Walter Ulbricht

Von der DASR wechselte er in das Ministerium für Auswärtige Angelegenheiten der DDR und war dort unter den Ministern Otto Winzer, Oskar Fischer, Markus Meckel und dem kurzzeitig amtierenden Außenminister Lothar de Maizière bis Ende der DDR am 2. Oktober 1990 leitend tätig.
Er wurde 1964 – als Nachfolger von Michael Kohl – Leiter der Hauptabteilung Rechts- und Vertragswesen sowie Mitglied des Kollegiums des Außenministeriums der DDR.
Im Jahre 1972 gehörte er dem DDR-Verhandlungsteam für die Aufnahme diplomatischer Beziehungen mit Finnland unter Leitung von Botschafter Kurt Nier an. Der finnische Delegationsleiter und Diplomat Paul Gustafsson (* 9. April 1923 in Helsinki; † 23. März 2002 ebenda) schätzte Süß besonders deshalb, weil dieser „ein überaus genauer und scharfsinniger Mann und einer der besten Juristen“ aus der DDR war und als juristischer Sachverständiger bereits Erfahrungen in der Abfassung von Vertragstexten besaß.
Im Rang eines Botschafters führte Süß 1974 die Verhandlungen zwischen der DDR und den USA über die Aufnahme diplomatischer Beziehungen. Seine Vollmachten waren begrenzt. So musste er als „Chefunterhändler“ in einer Verhandlungsunterbrechung bei seinen Vorgesetzten in Berlin erst nachfragen, wie er den Entschädigungsansprüchen von US-Eigentum auf deutschem Boden vor 1945 und späterem DDR-Territorium begegnen sollte, zumal die DDR „sich nicht als Rechtsnachfolger des Deutschen Reiches“ verstand. Zusammen mit dem stellvertretenden US-Außenminister Arthur A. Hartman konnte er die Vereinbarung über die Aufnahme diplomatischer Beziehungen schließlich unterzeichnen. Im Zusammenhang mit den Verhandlungen der DDR mit den USA zur Aufnahme diplomatischer Beziehungen ist er als Botschafter weltweit bekannt geworden.
Er nahm von Seiten der DDR zusammen mit Botschafter Karl Seidel (1930–2022) und dem für Grundsatzfragen zuständigen, späteren Abteilungsleiter im MfAA Ernst Krabatsch (* 1940) am 14. März 1990 an einem Vorbereitungstreffen für den Abschluss des Zwei-plus-Vier-Vertrages in Bonn teil. Nach der Volkskammerwahl 1990 und der Bildung der Regierung de Maizière (* 1940) wurde Süß als Mitglied der DDR-Delegation vom neuen Außenminister Meckel (* 1952) ausgewechselt und danach nur noch „außerhalb des Verhandlungsraumes für die Delegation tätig.“ Der Leiter des neuen Planungsstabes im Ministerium für Auswärtige Angelegenheiten der DDR, Ulrich Albrecht, zählte „Professor Süß“ zu denjenigen Mitarbeitern „vom alten Apparat“, die sich gegenüber den Neuen „um viel Konzilianz“ bemühten.
Abteilungsleiter Süß sowie seine Mitarbeiter, darunter der promovierte Jurist Gunter Görner (* 1939), unterstützten die Verhandlungsrunden zum Einigungsvertrag. Sie lieferten Zuarbeiten aus der Rechtsabteilung, insbesondere für Staatssekretär Helmut Domke, vom DDR-Ministerium für Auswärtige Angelegenheiten.

## Auszeichnungen
- Orden Banner der Arbeit, 1972[4]
- Vaterländischer Verdienstorden in Silber, 1973[21]
- Stern der Völkerfreundschaft in Silber, 1985[22]